# Timonel (remo)

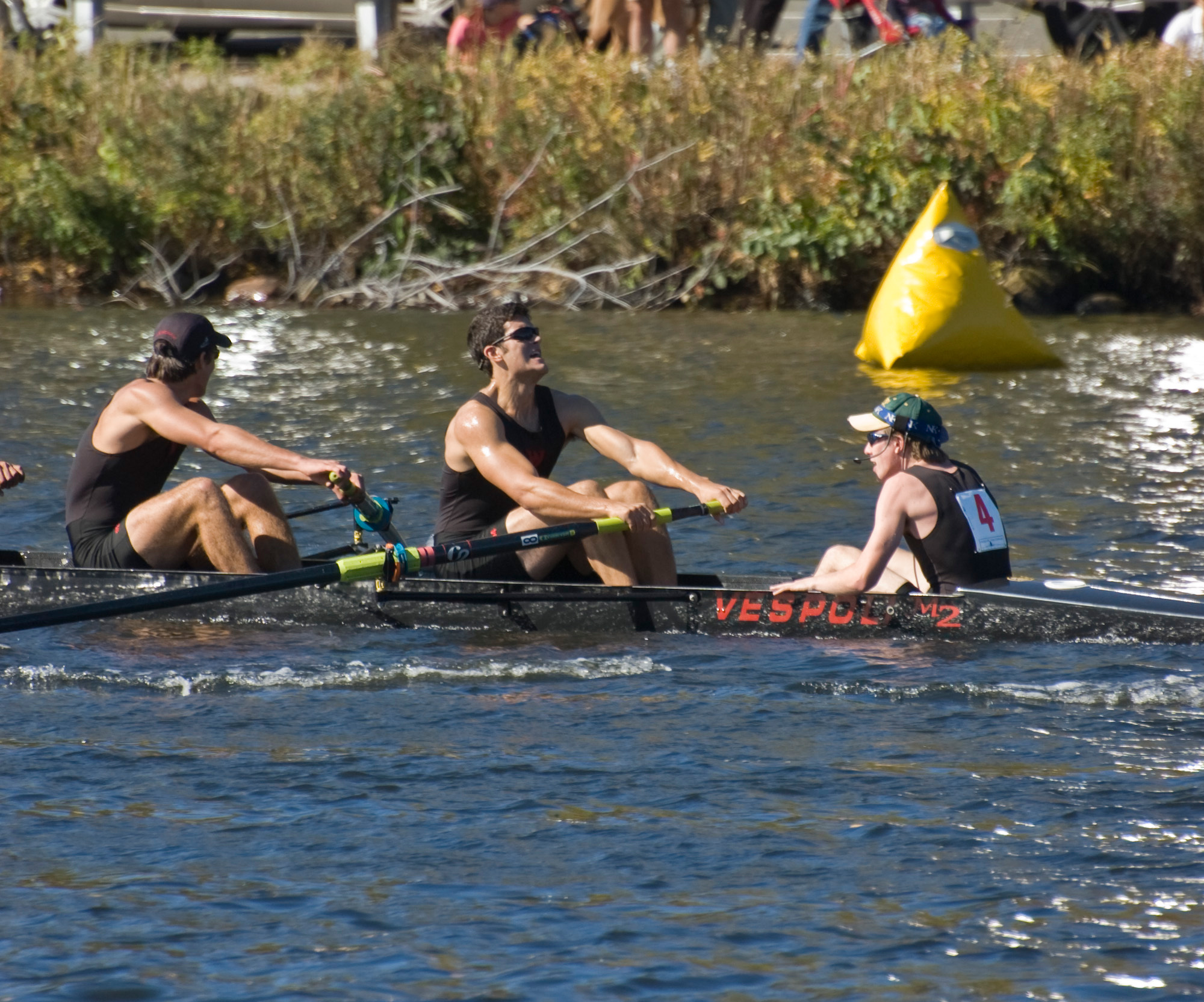
Timonel, a la derecha, en una competición de remo

En remo, el timonel (o patrón) es el miembro de la tripulación que se encarga principalmente de seguir el rumbo durante la competición y efectuar los posibles giros o curvas que sean necesarios. Normalmente va sentado o de pie en la popa del barco mirando hacia la proa, en sentido contrario a los remeros, que van de espaldas al movimiento.
Mientras en remo olímpico se usa más habitualmente el nombre de timonel, en los barcos de banco fijo, suele recibir el nombre de patrón.

## Funciones del timonel
Entre las funciones de un timonel de remo destacan:
- Mantener seguros a los remeros y la embarcación en todo momento gobernando correctamente la dirección del barco en el agua mediante la acción sobre el timón.
- Dirigir las maniobras de embarque y desembarque en la orilla o pontón. Asimismo dirigir el manejo y transporte de la embarcación fuera del agua, en el recorrido a su lugar de descanso.
- Ser el mando de la tripulación tomando la mayor parte de las decisiones.
- Tomar el rol del entrenador del equipo cuando éste no pueda estar presente cerca, por ejemplo en las competiciones.
- Animar y motivar a los remeros durante las competiciones y entrenamientos.
- Corregir aspectos de la técnica tanto individual como colectiva de los remeros, y advertirles de cuando lo han corregido.
- Informar al equipo sobre el parcial (velocidad), el ritmo de palada y algún otro aspecto sobre el rendimiento de la remada.
- En competición, ser el coordinador de la táctica de la regata y de los posibles cambios de ritmo según se desarrolle la prueba.
- En regatas con giros, también llamados ciabogas, tiene la máxima responsabilidad, ya que de él, en gran parte, depende el hacer una buena entrada a la boya, y dar las órdenes de parar y arrancar en el momento adecuado de forma que el giro sea lo más rápido posible y con el mínimo de perdida de velocidad.

Por tanto el timonel debe ser alguien con buenas capacidades para pensar y tomar decisiones durante una competición y con suficiente autoridad como para transmitir al equipo las órdenes y los ánimos. También es importante que tenga experiencia en enfrentarse a situaciones muy variadas, y debe conocer bien a los integrantes de la tripulación que gobierna, cuales son sus puntos débiles, sus cualidades y cómo es la mejor forma de hacer que rinda el máximo de su capacidad.
Por todo esto es importante que el entrenador hable con él y compartan los diferentes puntos de vista en los entrenamientos, antes y después de las regatas. Y también hacer una reunión entre remeros, entrenador y timonel antes de las regatas para fijar tácticas y que todos sepan que es lo que se pretende hacer; y después para compartir experiencias sobre cómo se ha desarrollado la prueba.

## Fisionomía del timonel
Los timoneles suelen ser personas de poco peso, y no demasiada estatura, ya que todo el peso que aporte es perjudicial para la velocidad del bote. Pero tampoco puede ser un niño muy joven porque es difícil que reúna las características que se mencionan antes y suelen tener menos experiencia. Por tanto se debe elegir algo intermedio.
Aproximadamente los timoneles habitualmente vistos en las competiciones rondan los 55 kg para los hombres y 50 kg para las mujeres.